# Osidda
Osidda (sardinski: Osìdde) je grad i općina (comune) u pokrajini Nuoru u regiji Sardiniji, Italija. Nalazi se na nadmorskoj visini od 650 metara i ima 257 stanovnika.
 Prostire se na 25,68 km². Gustoća naseljenosti je 10 st/km².
Susjedne općine su: Bitti, Buddusò, Nule i Pattada.